# 凱達水務
凱達水務股份有限公司 是英國公用企業公司。 也是在倫敦證券交易所上市公司，同時為富時 250 指數成份股。
本公司當時原稱為約克群水務股份有限公司， 是在1989年最早民營化水務企業之一。直至1989年才更名. 約克群水務股份有限公司是在英國商業之中最普遍。 英國北部起碼百萬人使用食水， 主要用於約克群地區。  到了2000年，收購美國水務供應商Aquarion， 直至2006年2月主要宣佈以合理價錢出售資產，主要是環保管理未能符合實際效益。

## 外部連結
- http://www.keldagroup.com/（页面存档备份，存于）